# 公子雍 (秦国)
公子雍（？—前305年），嬴姓，是秦惠文王的庶子，秦昭襄王的兄长。
前307年，秦武王去世，其弟公子稷即位为秦昭襄王。庶长公子壮不服，前305年，联合公子雍及大臣、诸侯公子作乱，被宣太后和魏冉平定，公子雍、公子壮等人都被杀死。